# Dương Cao
Dương Cao (chữ Hán giản thể: 阳高县, âm Hán Việt: Dương Cao huyện) là một huyện thuộc thành phố Đại Đồng, tỉnh Sơn Tây, Cộng hòa Nhân dân Trung Hoa. Huyện Dương Cao có diện tích 1678 km². Huyện Dương Cao được chia thành các đơn vị hành chính gồm 7 trấn, 6 hương.
- Trấn: Long Tuyền, La Văn Tạo, Vương Cung Truân, Đại Bạch Đăng, Cổ Thành, Đông Tiểu Thôn, Hữu Tể, Sư Tử Truân.
- Hương: Hạ Thâm Tỉnh, Trường Thành, Bắc Từ Truân, Mã Gia Tạo, Ngao Thạch.

## Khí hậu
| Dữ liệu khí hậu của Dương Cao, elevation 1.050 m (3.440 ft), (1991–2020 normals, extremes 1981–2010) | Dữ liệu khí hậu của Dương Cao, elevation 1.050 m (3.440 ft), (1991–2020 normals, extremes 1981–2010) | Dữ liệu khí hậu của Dương Cao, elevation 1.050 m (3.440 ft), (1991–2020 normals, extremes 1981–2010) | Dữ liệu khí hậu của Dương Cao, elevation 1.050 m (3.440 ft), (1991–2020 normals, extremes 1981–2010) | Dữ liệu khí hậu của Dương Cao, elevation 1.050 m (3.440 ft), (1991–2020 normals, extremes 1981–2010) | Dữ liệu khí hậu của Dương Cao, elevation 1.050 m (3.440 ft), (1991–2020 normals, extremes 1981–2010) | Dữ liệu khí hậu của Dương Cao, elevation 1.050 m (3.440 ft), (1991–2020 normals, extremes 1981–2010) | Dữ liệu khí hậu của Dương Cao, elevation 1.050 m (3.440 ft), (1991–2020 normals, extremes 1981–2010) | Dữ liệu khí hậu của Dương Cao, elevation 1.050 m (3.440 ft), (1991–2020 normals, extremes 1981–2010) | Dữ liệu khí hậu của Dương Cao, elevation 1.050 m (3.440 ft), (1991–2020 normals, extremes 1981–2010) | Dữ liệu khí hậu của Dương Cao, elevation 1.050 m (3.440 ft), (1991–2020 normals, extremes 1981–2010) | Dữ liệu khí hậu của Dương Cao, elevation 1.050 m (3.440 ft), (1991–2020 normals, extremes 1981–2010) | Dữ liệu khí hậu của Dương Cao, elevation 1.050 m (3.440 ft), (1991–2020 normals, extremes 1981–2010) | Dữ liệu khí hậu của Dương Cao, elevation 1.050 m (3.440 ft), (1991–2020 normals, extremes 1981–2010) |
| Tháng                                                                                                | 1 | 2 | 3 | 4 | 5 | 6 | 7 | 8 | 9 | 10                                                                                                   | 11                                                                                                   | 12                                                                                                   | Năm                                                                                                  |
| --- | --- | --- | --- | --- | --- | --- | --- | --- | --- | --- | --- | --- | --- |
| Cao kỉ lục °C (°F)                                                                                   | 11.0 (51.8)                                                                                          | 18.9 (66.0)                                                                                          | 25.0 (77.0)                                                                                          | 35.5 (95.9)                                                                                          | 35.7 (96.3)                                                                                          | 37.6 (99.7)                                                                                          | 38.1 (100.6)                                                                                         | 34.0 (93.2)                                                                                          | 35.5 (95.9)                                                                                          | 27.3 (81.1)                                                                                          | 20.7 (69.3)                                                                                          | 14.3 (57.7)                                                                                          | 38.1 (100.6)                                                                                         |
| Trung bình ngày tối đa °C (°F)                                                                       | −2.8 (27.0)                                                                                          | 2.0 (35.6)                                                                                           | 9.1 (48.4)                                                                                           | 17.3 (63.1)                                                                                          | 23.5 (74.3)                                                                                          | 27.2 (81.0)                                                                                          | 28.4 (83.1)                                                                                          | 26.8 (80.2)                                                                                          | 22.4 (72.3)                                                                                          | 15.2 (59.4)                                                                                          | 6.1 (43.0)                                                                                           | −1.2 (29.8)                                                                                          | 14.5 (58.1)                                                                                          |
| Trung bình ngày °C (°F)                                                                              | −9.7 (14.5)                                                                                          | −5.3 (22.5)                                                                                          | 1.9 (35.4)                                                                                           | 10.1 (50.2)                                                                                          | 16.7 (62.1)                                                                                          | 20.7 (69.3)                                                                                          | 22.3 (72.1)                                                                                          | 20.6 (69.1)                                                                                          | 15.2 (59.4)                                                                                          | 8.1 (46.6)                                                                                           | −0.5 (31.1)                                                                                          | −7.5 (18.5)                                                                                          | 7.7 (45.9)                                                                                           |
| Tối thiểu trung bình ngày °C (°F)                                                                    | −15.3 (4.5)                                                                                          | −11.3 (11.7)                                                                                         | −4.5 (23.9)                                                                                          | 2.9 (37.2)                                                                                           | 9.6 (49.3)                                                                                           | 14.1 (57.4)                                                                                          | 16.5 (61.7)                                                                                          | 14.7 (58.5)                                                                                          | 8.7 (47.7)                                                                                           | 1.9 (35.4)                                                                                           | −5.9 (21.4)                                                                                          | −12.7 (9.1)                                                                                          | 1.6 (34.8)                                                                                           |
| Thấp kỉ lục °C (°F)                                                                                  | −31.8 (−25.2)                                                                                        | −25.7 (−14.3)                                                                                        | −21.4 (−6.5)                                                                                         | −10.3 (13.5)                                                                                         | −2.8 (27.0)                                                                                          | 1.0 (33.8)                                                                                           | 9.2 (48.6)                                                                                           | 4.2 (39.6)                                                                                           | −3.3 (26.1)                                                                                          | −10.5 (13.1)                                                                                         | −25.4 (−13.7)                                                                                        | −29.9 (−21.8)                                                                                        | −31.8 (−25.2)                                                                                        |
| Lượng Giáng thủy trung bình mm (inches)                                                              | 2.4 (0.09)                                                                                           | 4.4 (0.17)                                                                                           | 9.4 (0.37)                                                                                           | 18.2 (0.72)                                                                                          | 33.9 (1.33)                                                                                          | 53.1 (2.09)                                                                                          | 100.3 (3.95)                                                                                         | 75.3 (2.96)                                                                                          | 55.7 (2.19)                                                                                          | 21.2 (0.83)                                                                                          | 9.1 (0.36)                                                                                           | 2.3 (0.09)                                                                                           | 385.3 (15.15)                                                                                        |
| Số ngày giáng thủy trung bình (≥ 0.1 mm)                                                             | 1.9                                                                                                  | 2.7                                                                                                  | 4.0                                                                                                  | 4.8                                                                                                  | 7.3                                                                                                  | 11.3                                                                                                 | 13.6                                                                                                 | 11.5                                                                                                 | 9.1                                                                                                  | 5.7                                                                                                  | 3.2                                                                                                  | 1.8                                                                                                  | 76.9                                                                                                 |
| Số ngày tuyết rơi trung bình                                                                         | 3.1                                                                                                  | 4.0                                                                                                  | 3.9                                                                                                  | 1.8                                                                                                  | 0.1                                                                                                  | 0 | 0 | 0 | 0 | 0.5                                                                                                  | 3.6                                                                                                  | 2.8                                                                                                  | 19.8                                                                                                 |
| Độ ẩm tương đối trung bình (%)                                                                       | 49                                                                                                   | 43                                                                                                   | 39                                                                                                   | 36                                                                                                   | 38                                                                                                   | 52                                                                                                   | 66                                                                                                   | 68                                                                                                   | 63                                                                                                   | 55                                                                                                   | 51                                                                                                   | 48                                                                                                   | 51                                                                                                   |
| Số giờ nắng trung bình tháng                                                                         | 192.0                                                                                                | 194.1                                                                                                | 231.3                                                                                                | 249.4                                                                                                | 266.4                                                                                                | 238.8                                                                                                | 235.5                                                                                                | 236.2                                                                                                | 218.7                                                                                                | 221.0                                                                                                | 188.6                                                                                                | 181.6                                                                                                | 2.653,6                                                                                              |
| Phần trăm nắng có thể                                                                                | 64                                                                                                   | 64                                                                                                   | 62                                                                                                   | 62                                                                                                   | 60                                                                                                   | 53                                                                                                   | 52                                                                                                   | 56                                                                                                   | 59                                                                                                   | 65                                                                                                   | 64                                                                                                   | 63                                                                                                   | 60                                                                                                   |
| Nguồn: China Meteorological Administration                                                           | | | | | | | | | | | | | |